# Future Islands
Future Islands är ett amerikanskt synthpopband bildat i Greenville i North Carolina, men numera baserat i Baltimore, Maryland. Bandmedlemmarna är sångaren Samuel T. Herring, keyboardisten Gerrit Welmers, gitarristen och basisten William Cashion samt trummisen Michael Lowry. Bandet bildades 2006.

## Diskografi
Album
- Wave Like Home (2008)
- In Evening Air (2010)
- On the Water (2011)
- Singles (2014)
- The Far Field (2017)
- As Long as You Are (2020)
- People Who Aren't There Anymore (2024)

EP
- Split (2008) (delad EP med Dan Deacon)
- Feathers and Hallways (2009)
- In the Fall (2010)
- Undressed (2010)
- Post Office Wave Chapel (2010)

Singlar
- Tin Man / In the Fall (2010)
- Before the Bridge / Find Love (2011)
- Tomorrow / The Fountain (2012)
- Seasons (Waiting On You) / One Day (2014) (#37 på Billboard Alternative Songs)[4]
- Ran (2017)
- Cave (2017)
- Calliope (2018)
- For Sure (2020)
- Thrill (2020)
- Moonlight (2020)
- Born In A War (2020)
- Peach (2021)
- King of Sweden (2022)
- Deep In The Night (2023)
- The Tower (2023)
- The Fight (2023)
- Say Goodbye (2024)

## Medlemmar

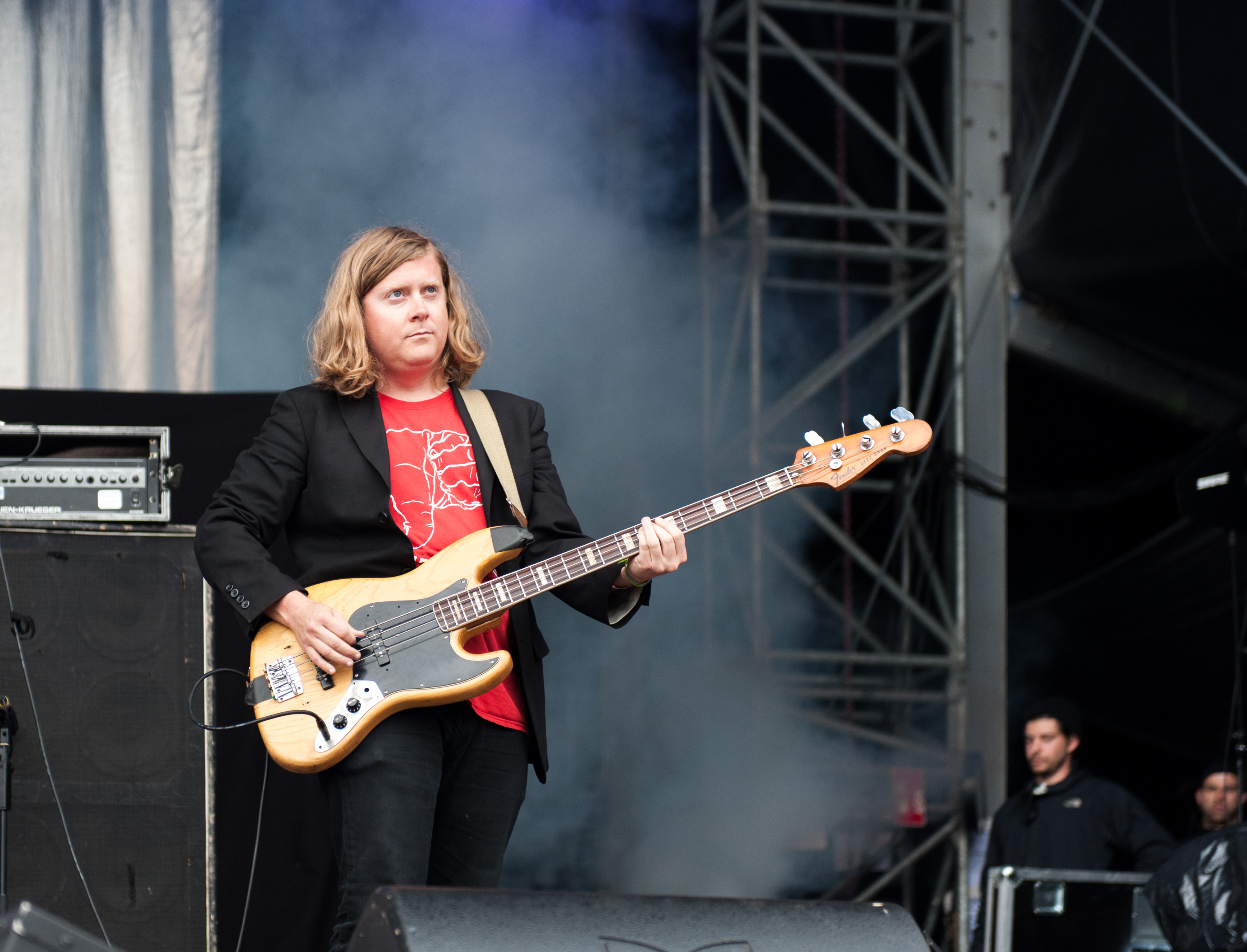
William Cashion (2006–).
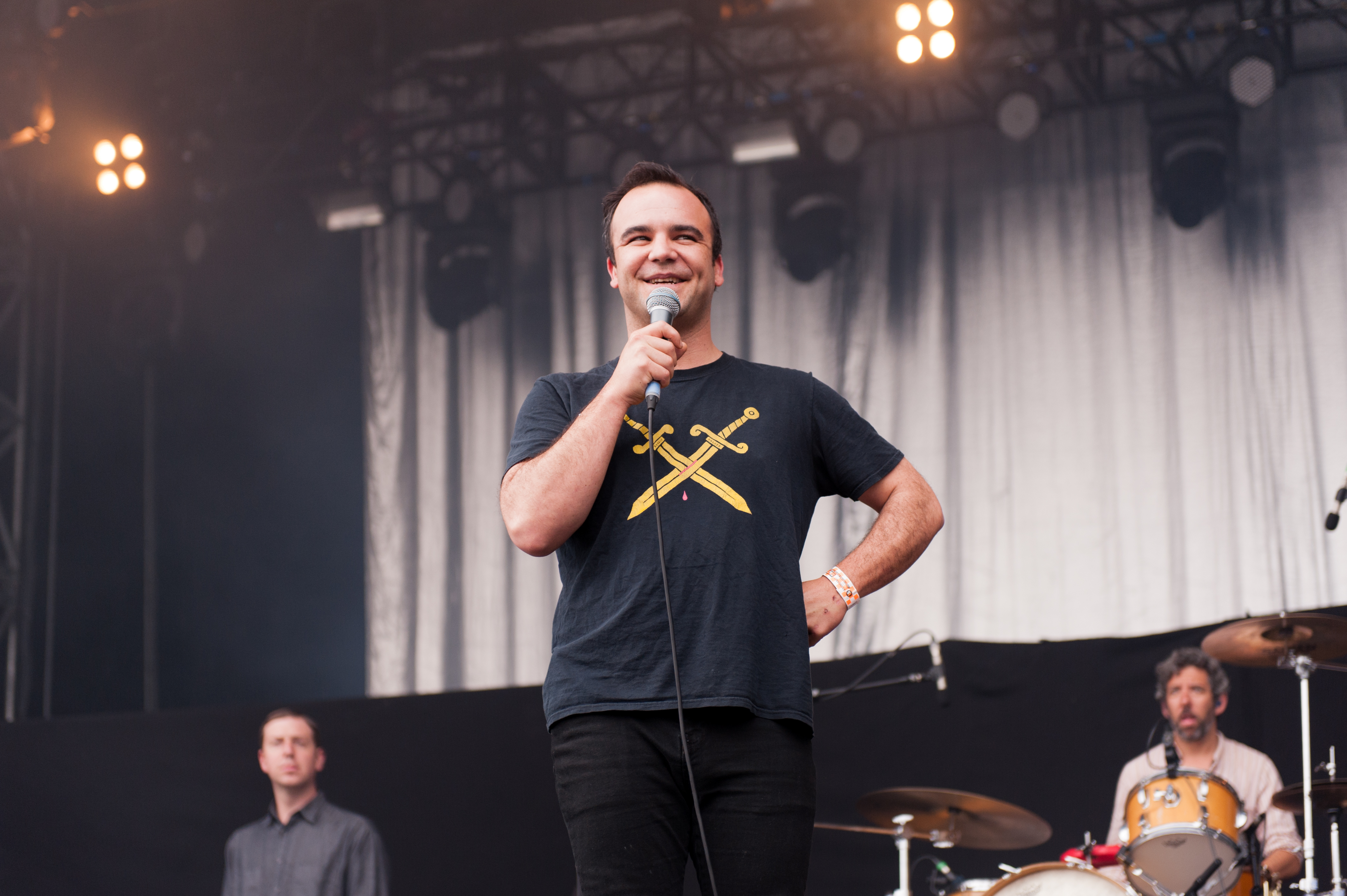
Samuel T. Herring (2006–).
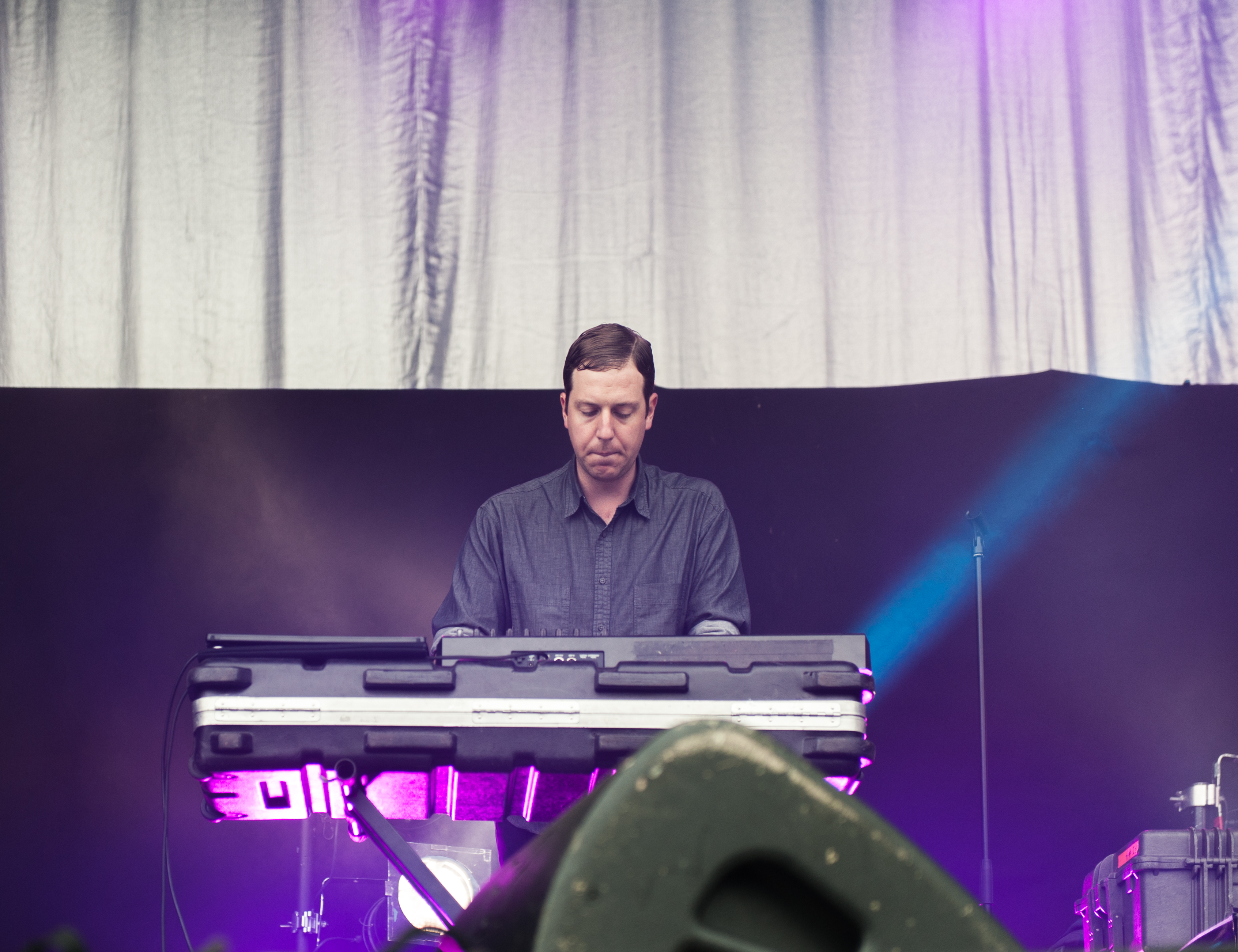
Gerrit Welmers (2006–).
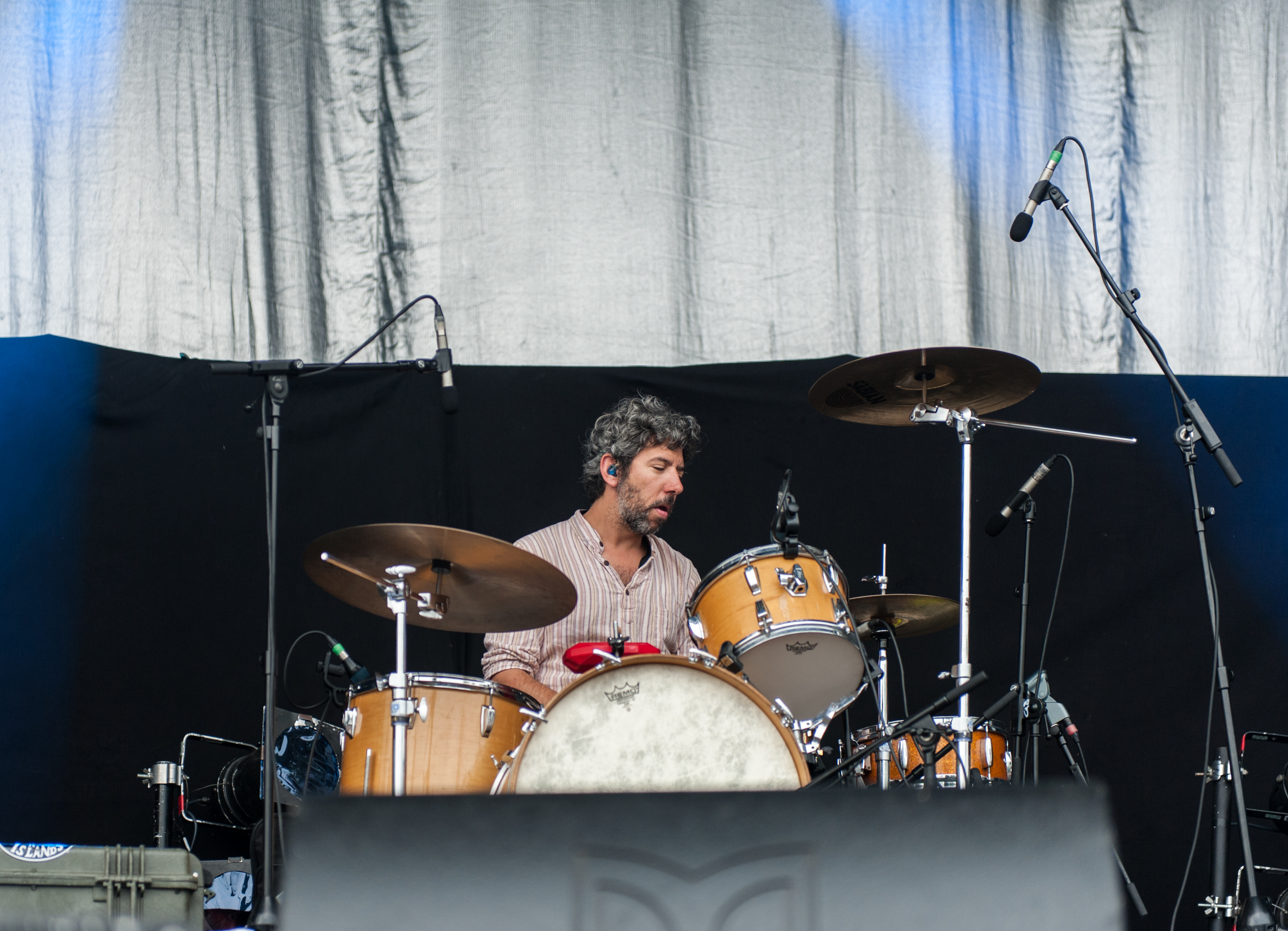
Michael Lowry (2014–2019[a], 2020–).